# Мадлен Астор
Мадлен Талмидж Дик (моминско Форс ; преди това Астор, по-късно Фиермонте ; 19 юни 1893 г. – 27 март 1940 г.) е американка от висшата класа и оцеляла от RMS Титаник. Тя е втората съпруга и вдовица на бизнесмена Джон Джейкъб Астор IV.

## Произход и образование
Мадлин Талмидж Форс е родена на 19 юни 1893 г. в Бруклин, Ню Йорк, по-малката дъщеря на Уилям Хърлбът Форс (1852–1917) и вляво Катрин Арвила Талмидж (1863–1930). По-голямата сестра на Мадлин, Катрин Емънс Форс е била бизнес дама и светска личност в областта на недвижимите имоти. От страна на баща си тя има френско потекло и е праплеменница на строителя Ефраим С. Форс (1822 – 12 март 1914 г.).  Майка й е от холандско потекло.
Уилям Форс е бил член на добре познато бизнес семейство. Той е притежавал преуспялата корабна фирма William H. Force and Co., а баща му е просперирал в производствената индустрия. През 1889 г. Форс се жени за Катрин Талмидж, внучката на бившия кмет на Бруклин Томас Талмидж. Семейство Форс са част от висшето общество на Бруклин, докато Уилям Форс е член на множество престижни клубове в града. Притежава също така колекция от произведения на изкуството. Подобно на семейство Астор, семейство Форс са членове на Епископалната църква. Дядото на Маделин по майчина линия е членът на събранието на щата Ню Йорк Тунис Талмидж, а нейният прадядо, Томас Г. Талмидж, е кмет на Бруклин .  Тя е и роднина на полковник Бенджамин Талмадж, който е служил директно под командването на Джордж Вашингтон в Американската война за независимост. 
Маделин е образована в училището на мис Ели и след това още четири години в училището на мис Спенс, на Западна 48-ма улица в Манхатън. Според един доклад тя е била „смятана за особено блестящ ученик“ в това училище. Тя и сестра й са пътували в чужбина, водени от майка си, и няколко пъти са обиколили Европа. Представена пред висшето общество на Ню Йорк, тя веднага е привлечена от Junior League, група от дебютанти. Появява се в няколко пиеси на светското общество в Ню Йорк и привлича доста последователи. Известна е като много компетентна ездачка и е обичала да плава с яхта. В един доклад се казва, че тя е умна и добра в разговорите в гостната. 

## Ухажване и първи брак
Тя се запознава с полковник Джон Джейкъб "Джак" Астор IV, единствения син на бизнесмена Уилям Бекхаус Астор, младши и светската личност Каролайн Уебстър "Лина" Шермерхорн. По време на техния флирт той я води на разходки с автомобили и яхти, по време нва които често са следвани от пресата. Сгодяват се през август 1911 г. и се женят на 9 септември 1911 г.  Имало е значителна съпротива срещу брака му, не само поради разликата във възрастта им (29 години разлика, като Маделин е на 18, а Джон е на 47) , но и поради скорошния му развод (ноември 1909 г.) с бившата му съпруга. След отказа на няколко епископални свещеници да ги венчаят , двойката в крайна сметка е венчана от конгрегационален свещеник в Бийчууд, неговото имение в Нюпорт.  Неговият син Уилям Винсент Астор им е кум. 
След брака си те имат продължителен меден месец. Първо посещават няколко местни места, а след това през януари 1912 г. отплават от Ню Йорк на кораба-сестра на Титаник, Олимпик, за да се насладят на дълга египетска обиколка.  За завършването на тази част от медения си месец са резервирали пътуването си с Титаник.

## На борда наТитаник
Мадлин Астор, тогава бременна в петия месец, се качва на борда на Титаник като пътник в първа класа в Шербур, Франция, със съпруга си; слугата на съпруга й, Виктор Робинс; нейната прислужница Розали Бидоа; и нейната медицинска сестра Каролин Ендрес. С тях е и Кити, домашния любимец на Астор Ердейл. Заели са един от салоните на борда. В нощта на 14 април 1912 г. полковник Астор съобщава на жена си, че корабът се е ударил в айсберг. Той я уверява, че щетите не изглеждат сериозни, но въпреки това ѝ помага да си сложи спасителната жилетка. Докато чакат на палубата на лодката, г-жа Астор дава на Лия Акс, пътник в трета класа, кожения си шал, за да стопли сина си Фили. В един момент семейство Астор са се оттеглили във физкултурния салон и са седяли на механичните коне в спасителните си жилетки. Полковник Астор е имал друга спасителна жилетка, която според съобщенията той е срязал с нож, за да покаже на Мадлен от какво е направена. Когато е дошло времето да се качат на спасителна лодка, Маделин Астор, нейната прислужница и медицинската й сестра е трябвало да пропълзят през прозорец към палуба на първа класа в накланящата се спасителна лодка 4 (която е спусната на палуба А, за да поеме повече пътници). Астор е помогнал на съпругата си да се качи през прозореца и е попитал дали може да я придружи, тъй като тя е била „в деликатно състояние“. Искането е отхвърлено от втори офицер Чарлз Лайтолър. Разказът за качването на Мадлин на спасителната лодка е даден от Арчибалд Грейси IV на разследването на Титаник в Сената на САЩ. Грейси е спътник и си спомни събитията, свързани с Мадлин Астор, по следния начин.
Единственият инцидент, който си спомням със сигурност, е, когато г-жа Астор беше качена в лодката. Тя беше вдигната през прозореца, а съпругът й й помогна от другата страна и когато тя успя, съпругът й беше от едната страна на този прозорец, а аз бях от другата страна, на следващия прозорец. Чух г-н Астор да пита втория офицер дали няма да му бъде позволено да се качи на същата лодка, за да пази жена си. Той каза: „Не, сър, никой мъж няма право да се качва на тази лодка или на която и да е от лодките, докато не се качат всичките дами.“ Тогава г-н Астор отвърна: „Поне ми кажете какъв е номерът на тази лодка, за да мога да я намеря след това“ или подобни думи. Отговорът се върна: „Номер 4.“
Астор и неговият слуга загиват при потъването; Тялото на загиналия е открито на 22 април. Установено е, че е имал в себе си около 2500 долара в брой, донесени от кабината му. Младата му вдовица и другите оцелели са спасени от RMS Carpathia около 03:30 часа.
Мадлин Астор дава показания, какво си спомня почти веднага след пристигането си у дома чрез своя говорител Никълъс Бидъл, който е бил попечител на имението на Астор. Разказът на нейния говорител е:
| „ | При пристигането на „Карпатия“, младата булка, овдовяла след потъването на „Титаник“, разказа на членовете на семейството си каквото може да си спомни за обстоятелствата на катастрофата. Тя нямаше категорична представа за това как полковник Астор бе намерил смъртта си. Тя си спомня, че си е мислела, в объркването, когато са я качали в една от лодките, че полковник Астор е бил до нея. Разбира се, тя не е имала много ясна представа за случващото се, докато лодките не са се отдалечили доста от потъващия параход. Г-жа Астор, изглежда, е заминала с една от последните лодки, които са спуснати от кораба. Тя вярваше, че всички жени, които искаха да се качат, бяха вече тръгнали. Впечатлението й беше, че в лодката, с която са отплавали, е имало място за поне още 15 души. Мъжете, по някаква причина (която) тя не можеше и сега не разбира, изобщо не изглеждаха нетърпеливи да напуснат кораба. Почти всички изглеждаха зашеметени. | “ |

## Вдовство
След като Астор се връща у дома след изпитанието си, тя е държана в строго оттегляне. Първата ѝ социална дейност беше не преди края на май, когато тя приютява обяд в имението си на Пето авеню за Артър Рострон, капитана на „Карпатия“, и д-р Франк Макгий, хирурга на кораба. Тя провежда това събитие заедно с Мариан Тейър, също оцеляла от Титаник. И двете пожелаха да благодарят на тези хора за тяхната помощ, на борда на Carpathia.
В завещанието си Джон Джейкъб Астор IV оставя на съпругата си сума от 100 000 долара, доход от доверителен фонд от 5 милиона долара и използването на къщата на Пето авеню. И двете последни разпоредби тя би загубила, ако се омъжи повторно. Фонд от 3 милиона долара е заделен за нероденото му дете Джон Джейкъб "Джейки" Астор VI, което той ще може да използва, когато навърши пълнолетие.  На 14 август 1912 г. Астор ражда Джейки в имението си на Пето авеню. През следващите четири години тя го отглежда като част от семейство Астор. Тя не се появява много често в обществото до края на 1913 г., когато според пресата публикуват първата й снимка след катастрофата на Титаник.
След това тя се появява по-често в обществото и дейността й често се отразява в пресата. През 1915 г. тя реконструира къщата си на Пето авеню и това е публикувано като главна статия в New York Sun. Публикувани са и много статии за големия ѝ син.

## Повторни бракове
Четири години след смъртта на полковник Астор, Мадлин Астор се омъжва за приятеля си от детството, банкера Уилям Карл Дик (28 май 1888 г. – 5 септември 1953 г.), на 22 юни 1916 г. в Бар Харбър, Мейн, и заминава на меден месец в Калифорния. Той е вицепрезидент на Manufacturers Trust Company в Ню Йорк и съдружник собственик и директор на Brooklyn Times. Както е посочено в завещанието на полковник Астор, тя е загубила заплащанията си от неговия доверителен фонд. Заедно имат двама сина:
- Уилям Форс Дик (11 април 1917 г. – 4 декември 1961 г.)
- Джон Хенри Дик (12 май 1919 г. – 18 септември 1995 г.) орнитолог, фотограф, натуралист, природозащитник, автор, художник и илюстратор на птици[22]

Развеждат се на 21 юли 1933 г. в Рино, Невада. Четири месеца по-късно, на 27 ноември 1933 г., Астор се омъжва за италианския актьор/боксьор Енцо Фиермонте на гражданска церемония в Ню Йорк. Двамата са на меден месец в Палм Бийч, Флорида. В крайна сметка се преместват там. Те нямат деца заедно и се развеждат на 11 юни 1938 г. в Уест Палм Бийч, Флорида.

## Смърт
Мадлин Дик умира от сърдечно заболяване в имението си в Палм Бийч на 27 март 1940 г. на 46-годишна възраст  Тя е погребана в гробището на църквата Тринити в Ню Йорк, в мавзолей с майка си.

## В популярната култура

### Филм и телевизия
- Шарлот Тиле ( Титаник, 1943)
- Франсис Берген ( Титаник, 1953)
- Бевърли Рос ( SOS Титаник, телевизионен филм от 1979 г.)
- Janne Mortil ( Титаник, минисериал от 1996 г.)
- Шарлот Чатън ( Титаник, 1997)
- Пайпър Гунарсън ( Призраци на бездната, документален филм от 2003 г.)
- Анджела Еке ( Титаник, минисериал от 2012 г.)

### Книги и литература
- Втората г-жа Астор, от Шана Абе (2021)